# Bruno Oddera
Bruno Oddera (Milano, 31 ottobre 1917 – Torino, 28 luglio 1988) è stato un traduttore italiano, tra i maggiori del Novecento.
Nella sua carriera ha tradotto più di ottocento titoli dall'inglese e dal francese, collaborando con alcune delle più importanti case editrici italiane dal dopoguerra fino al momento della sua morte.

## Biografia
Primogenito di tre figli, nasce a Milano da una famiglia della media borghesia: il padre Federico è ingegnere meccanico e lavora presso l'Alfa Romeo come incaricato dei rapporti con l'estero.
La famiglia accompagnerà nel tempo il padre in tutti i suoi spostamenti di lavoro, sia in Italia che all'estero, cosicché Bruno ha la possibilità di frequentare per diversi anni scuole straniere. Segue i corsi del ginnasio in Francia, a Nizza, e consegue il diploma di maturità classica a Tripoli nel 1935.
Fino dai primi anni di studi manifesta una chiara inclinazione per la scrittura, mentre le materie scientifiche e la matematica in particolare costituiscono per lui ostacoli quasi insormontabili.
In compenso molto presto scopre di avere una buona sensibilità artistica nel senso più ampio del termine: assiste di nascosto alle lezioni di pianoforte della sorella Anna, più giovane di lui di tre anni, e impara a suonare come autodidatta; disegna e dipinge con risultati di buon livello, e soprattutto è un lettore onnivoro. Raccoglie una sterminata biblioteca di saggi storici e romanzi, in particolare fra i titoli della collana Medusa di Mondadori, la cui pubblicazione aveva avuto inizio con le prime uscite nel 1933.

### Formazione
Gli anni trascorsi a Tripoli sono quelli della formazione, del passaggio dall'adolescenza alla giovinezza, che Oddera, in seguito, trasporrà in un romanzo fortemente autobiografico (Bel suol d'amore) in cui si trovano non soltanto le tensioni sentimentali e personali di quel periodo, ma anche una visione precocemente disincantata e insofferente del regime politico italiano di quegli anni.
La famiglia si sposta a Napoli, dove Bruno frequenta la Facoltà di Giurisprudenza e consegue la laurea nel 1939. In questo stesso periodo viene chiamato sotto le armi, alla vigilia dell'entrata in guerra dell'Italia.  Frequenta la scuola ufficiali, al termine della quale è assegnato al reggimento di Fanteria Costieri di stanza in Calabria, con il grado di sottotenente. In seguito, posto di fronte alla scelta fra il fronte russo e quello africano, decide per quest'ultimo, e sarà la sua salvezza: poco prima che il suo reparto venga mandato a destinazione, le sorti della guerra si capovolgono con lo sbarco dell'esercito americano a Salerno, e Oddera verrà assegnato al ruolo di interprete nei rapporti fra esercito italiano e statunitense fino al termine del conflitto.
Il periodo trascorso nell'esercito è fatto di luci e ombre: contrae la malaria, malattia che gli lascerà strascichi fisici per molti anni. Si integra a fatica nell'ambiente maschilista e rigido che lo circonda, e non si trova particolarmente a suo agio nelle vesti di comandante di battaglione, uomo che deve dare ordini ad altri uomini.  In ogni caso in seguito racconterà con sollievo di aver dovuto sparare un solo colpo di pistola durante la guerra: a una mucca che doveva essere abbattuta per utilizzo alimentare. Assiste ai maltrattamenti inflitti a un cane randagio da alcuni soldati e decide di adottarlo: diventeranno inseparabili e Bruno Oddera lo terrà con sé anche tornando alla vita civile.
 
Bruno Oddera trasferirà nel suo secondo romanzo, Un'altra vita, molte delle esperienze vissute sotto le armi fino alla vigilia del ritorno a casa.

### Il dopoguerra
Il resto della famiglia nel frattempo si era spostato a Milano, dove anche Oddera fa ritorno nel 1945. L'anno successivo entra alla Banca Commerciale Italiana nella cui sede centrale viene assunto come impiegato negli uffici amministrativi, presso cui lavorerà occupandosi dei rapporti con l'estero per i successivi sei anni.

## Attività di traduttore
La sua attività di traduttore comincia per caso e informalmente: il padre gli chiede di collaborare con lui alla versione italiana di un testo tecnico sull'evoluzione storica e le prospettive di sviluppo dei vettori spaziali. Il libro I razzi di Willy Ley (titolo originale Rockets – the future of travel beyond the stratosphere) viene pubblicato nel 1948 dalla casa editrice Bompiani, e la traduzione riporta la doppia firma di Federico e Bruno Oddera.

### Anni cinquanta
Il risultato positivo di questa prima prova fa sì che Oddera, già alla fine degli anni quaranta, e poi all'inizio degli anni cinquanta, riceva diversi incarichi per altre traduzioni, soprattutto da parte di Bompiani e Mondadori.  In questo periodo lavora in banca nell'orario d'ufficio durante il giorno, e dedica le ore serali all'attività di traduttore.
Nel 1952 sposa Mariagrazia Bianchi, che aveva conosciuta a Milano alla fine della guerra: insieme alla giovane moglie e al cane Sabù (pastore belga, successore del trovatello di guerra Ciuppi) si stabilisce nel quartiere dei giornalisti di Milano.

Bruno Oddera con Sabù

Complice l'inizio del periodo di miracolo economico italiano, presto il numero di traduzioni diventa difficile da gestire in poche ore di attività al giorno, e quando le entrate del suo secondo lavoro gli permettono di mantenere sé stesso e la famiglia appena formata Bruno Oddera lascia l'impiego in banca e da quel momento lavorerà a tempo pieno come traduttore per i successivi quarant'anni.
Negli anni cinquanta affronta già molti titoli impegnativi. Lavora su alcuni saggi, come ad esempio Il comportamento sessuale della donna (meglio conosciuto come Il rapporto Kinsey) di Alfred C. Kinsey, Wardell B. Pomeroy, Clyde E. Martin e Paul H. Gebhard, tradotto per Bompiani nel 1955 con la consulenza scientifica di Alda Bencini, o Io e l'architettura di Frank Lloyd Wright, pubblicato da Mondadori nello stesso anno.
Ma è la narrativa il campo d'azione a lui più congeniale, quello in cui le sue doti di interprete della sensibilità dei singoli autori si possono esprimere nel modo più completo.  In questi primi anni di lavoro traduce, fra gli altri, alcuni titoli di Archibald Joseph Cronin, come La valigetta del dottore e La dama dai garofani che escono per Bompiani rispettivamente nel 1953 e nel 1955. Nel 1956 affronta l'impegno rappresentato dal romanzo Il lungo addio di Raymond Chandler, sempre per Bompiani.
Corona un sogno traducendo molti romanzi e raccolte di racconti per la collana delle Meduse Mondadori, tra cui alcuni titoli significativi di Pearl Sydenstricker Buck come Cielo cinese nel 1956 e Lettera da Pechino nel 1958. Nel 1959 escono poi in questa stessa collana Gli ultimi fuochi di Francis Scott Fitzgerald, Il nostro agente all'Avana di Graham Greene e Lolita di Vladimir Vladimirovič Nabokov.
Mentre va aumentando la mole di lavoro, si ingrandisce anche la famiglia: nel 1955 nasce la figlia primogenita Maria Federica, seguita due anni dopo dalla seconda figlia, Nicoletta.

### Anni sessanta
Il lavoro prosegue a ritmo incessante anche nel decennio successivo, in cui, grazie all'accoglienza positiva della critica e al gradimento espresso dagli stessi autori sulla qualità letteraria della versione italiana dei testi originali, Bruno Oddera “fidelizza” alcuni degli scrittori già citati, e ne acquista di nuovi. Per Mondadori escono diversi romanzi di Graham Greene: nel 1962 Il treno di Istanbul e Un caso bruciato, e nel 1966 Una sensazione di realtà e I commedianti. Greene infatti chiede espressamente e ottiene dalla casa editrice che i suoi testi vengano tradotti da Oddera, e anche Nabokov, per un lungo periodo, si affida al suo lavoro: fra il 1962 e il 1969 vengono pubblicati in rapida successione Parla ricordo, Fuoco pallido, Il dono, L'occhio, Pnin, La difesa e Ada, o dell'ardore sempre per Mondadori, sempre dalla penna di Nabokov, sempre nella traduzione di Bruno Oddera.  Uno scrittore molto prolifico Nabokov, ma anche il traduttore italiano teneva bene il ritmo dell'autore!

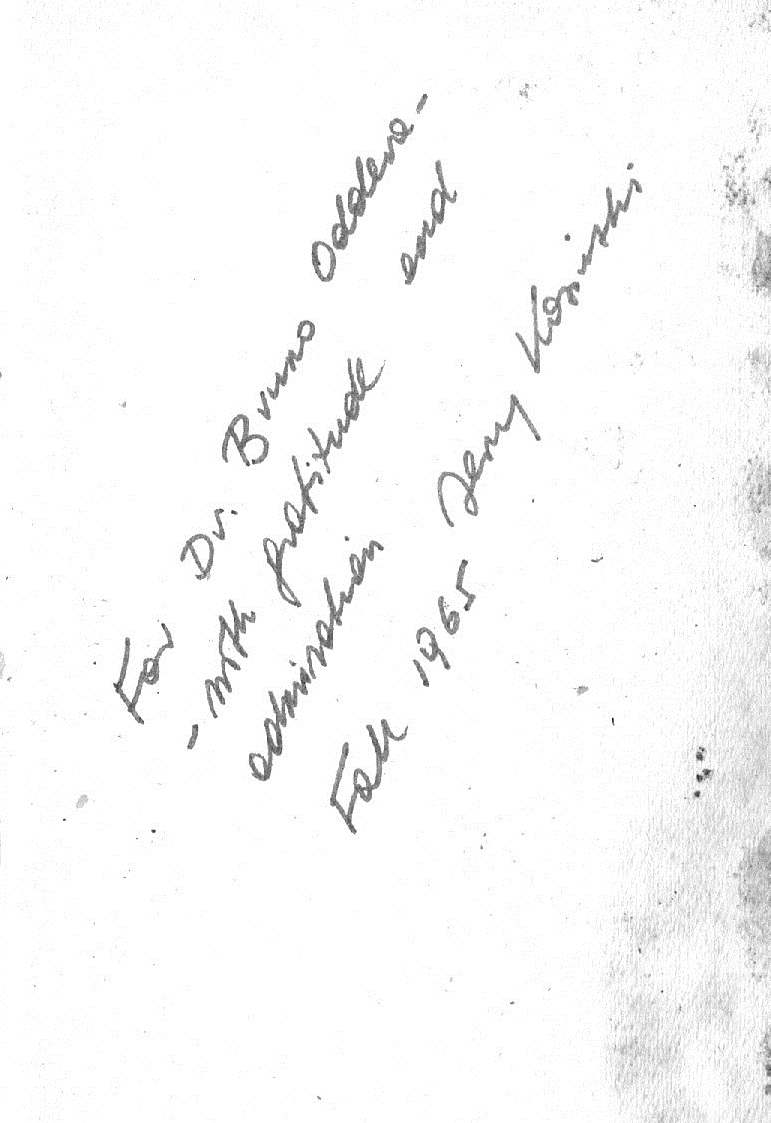
Dedica di Kosinski a Bruno Oddera sul frontespizio del testo originale in inglese de "L'uccello Dipinto" (Archivio Bruno Oddera)

Di questo decennio occorre citare, fra le altre, alcune importanti uscite nelle Meduse Mondadori: 28 racconti di Francis Scott Fitzgerald, nel 1960; Corri coniglio di John Updike, nel 1961; L’isola di Aldous Huxley, nel 1963; Big Sur di Jack Kerouac, nel 1966.  Anche altri editori milanesi cominciano a richiedere la collaborazione di Bruno Oddera: nel 1965 Feltrinelli pubblica il saggio storico di John Dos Passos A metà secolo, mentre Longanesi gli commissiona molti titoli della prestigiosa collana La gaja scienza, fra i quali spiccano i romanzi dell'autore yiddish Isaac Bashevis Singer; vengono pubblicati Il mago di Lublino nel 1963; Lo schiavo nel 1964; I due bugiardi nel 1965; Gimpel l'idiota nel 1966.  Longanesi nel 1965 pubblica anche il romanzo di Jerzy Kosinski L'uccello dipinto. Nel frattempo, per Rizzoli nel 1964 ha tradotto il complesso "Città della notte" di John Rechy (1963), un testo lirico e visionario.

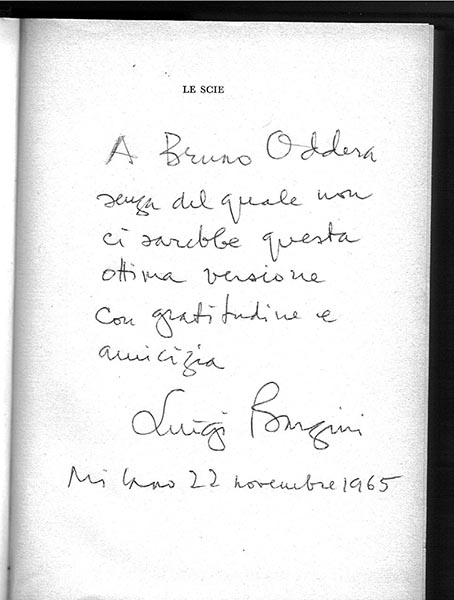
Dedica di Barzini a Bruno Oddera sul frontespizio di una copia della prima edizione de "Gli italiani" (Archivio Bruno Oddera)

Paradossalmente persino un famoso giornalista italiano si avvale della sua collaborazione: nel 1965 Mondadori pubblica il saggio Gli italiani che Luigi Barzini aveva redatto in lingua inglese: il testo viene tradotto in italiano da Bruno Oddera, e il volume esce senza che il suo intervento venga citato in alcun modo.  Barzini però nel corso della conferenza stampa di presentazione del libro rende merito pubblicamente al suo traduttore in incognito, e gli dedica qualche riga di ringraziamento su una copia autografa.
In questo periodo Oddera frequenta alcuni scrittori italiani come Giuseppe Marotta e Pier Paolo Pasolini, e diventa amico di un collega, Luciano Bianciardi. In seguito, fra le conoscenze dell'ambito lavorativo, manterrà un rapporto di amicizia costante soltanto con Paolo De Benedetti, intellettuale, scrittore, poeta e studioso di storia delle religioni, che aveva cominciato a frequentare alla fine degli anni cinquanta alla Bompiani, dove Paolo allora lavorava come redattore interno.

### Anni settanta
Negli anni Settanta Oddera continua a tradurre senza pause: è ormai conosciuto e apprezzato nell'ambiente degli addetti ai lavori, e diverse case editrici si affidano a lui costantemente.
Nel 1970, Einaudi pubblica nella sua versione italiana il Ritratto del poeta attraverso le lettere, di Dylan Thomas; nello stesso anno escono per Fabbri editori due famosi romanzi di Joseph Conrad: Il negro del "Narciso" e Tifone; nel 1971 Longanesi stampa due titoli di Henry Miller: Lettere a Anais Nin e Sexus; nel 1976 Sperling & Kupfer dà alle stampe Il Club dei fan, di Irving Wallace; nel 1977 Rizzoli pubblica Le gesta di re Artù e dei suoi nobili cavalieri, di John Steinbeck.
Prosegue anche il lavoro di traduzione dei romanzi dei suoi autori "storici": di Graham Greene vengono pubblicati, nel 1970 In viaggio con la zia, nel 1973 Una specie di vita, nel 1978 Il fattore umano: tutti per Mondadori. Presso questo stesso editore nel 1974 esce Disperazione di Vladimir Nabokov, e nel 1972 Longanesi pubblica un nuovo titolo di Singer, Nemici: una storia d'amore.
Il rapporto con il mondo del cinema rappresenta anche un vero e proprio tema conduttore delle traduzioni di Oddera in questo decennio. Nel 1972 Mondadori pubblica il romanzo di James Dickey Dove porta il fiume, da cui nello stesso anno viene tratto il film di John Boorman Un tranquillo weekend di paura, interpretato da Jon Voight e Burt Reynolds, e in cui lo stesso Dickey partecipa alla sceneggiatura e ricopre il ruolo dello sceriffo. L'anno successivo esce per Sperling & Kupfer l'autobiografia di David Niven, La luna è un pallone, memorie.
Del 1975 è l'uscita della traduzione de Il ragazzo persiano, il secondo romanzo storico di una trilogia incentrata su Alessandro Magno, della scrittrice inglese Mary Renault, per Sperling & Kupfer. Rizzoli nel 1976 pubblica la traduzione italiana del romanzo del 1962 di Ken Kesey One flew over the cuckoo's nest (Qualcuno volò sul nido del cuculo), grazie al successo ottenuto l'anno prima dal film omonimo di Miloš Forman, interpretato da Jack Nicholson. È del 1977 la traduzione del romanzo di Robert Katz Cassandra Crossing, edito da Rizzoli,  che pubblica il libro in Italia dopo l'uscita del film interpretato da Sophia Loren e Burt Lancaster. Sempre nel 1977 Bompiani dà alle stampe il best seller di Colleen McCullough Uccelli di rovo, che è ancora reperibile oggi nelle librerie avendo raggiunto la ventiduesima edizione, e da cui nel 1983 è stata tratta l'omonima serie televisiva.

### Anni ottanta
Gli anni Ottanta si aprono con la versione italiana di Oddera del romanzo di Graham Greene Il dottor Fischer a Ginevra, ovvero la cena delle bombe, che esce nel 1980 per Mondadori.  È il primo titolo di una piccola serie di romanzi di Greene in questo decennio: lo seguono infatti nel 1981 Vie di scampo; nel 1982 Monsignor Chisciotte e nel 1985 Il decimo uomo. Nel 1981 escono anche il romanzo Baby driver, di Jan Kerouac, tradotto per Rusconi, Lauso il cristiano, di Mika Waltari, e il primo romanzo di Gary Jennings, L'azteco, ponderoso best seller pubblicato da Rizzoli e vincitore del premio Bancarella nell'anno successivo. 
Segue la traduzione italiana del secondo romanzo di Jennings, Il viaggiatore, che verrà pubblicato da Rizzoli nel 1984.
Fra il 1982 e il 1987 Mondadori gli affida una serie di traduzioni di classici per una collana illustrata rivolta a giovani lettori; si tratta di titoli già molto conosciuti e diffusi, che vengono riproposti in una versione particolarmente curata.  Vengono pubblicati: Le avventure di Tom Sawyer e Il principe e il povero di Mark Twain; Kim di Rudyard Kipling; Tre uomini in barca di Jerome Klapka Jerome; Cime tempestose di Emily Brontë e infine David Copperfield e Le avventure di Oliver Twist di Charles Dickens.

### Morte
Bruno Oddera è morto nel 1988 per un male incurabile, non avendo ancora compiuto settantun anni. Nella sua macchina per scrivere restava inserita una pagina scritta a metà della traduzione a cui stava lavorando in quel periodo: Acres in the sky, di Adrien Lloyd, che più tardi venne portata a termine dalla moglie Mariagrazia.

## Rassegna stampa
Si riportano di seguito alcune delle più notevoli recensioni pubblicate sulla stampa nazionale nel corso dell'attività professionale di Bruno Oddera.

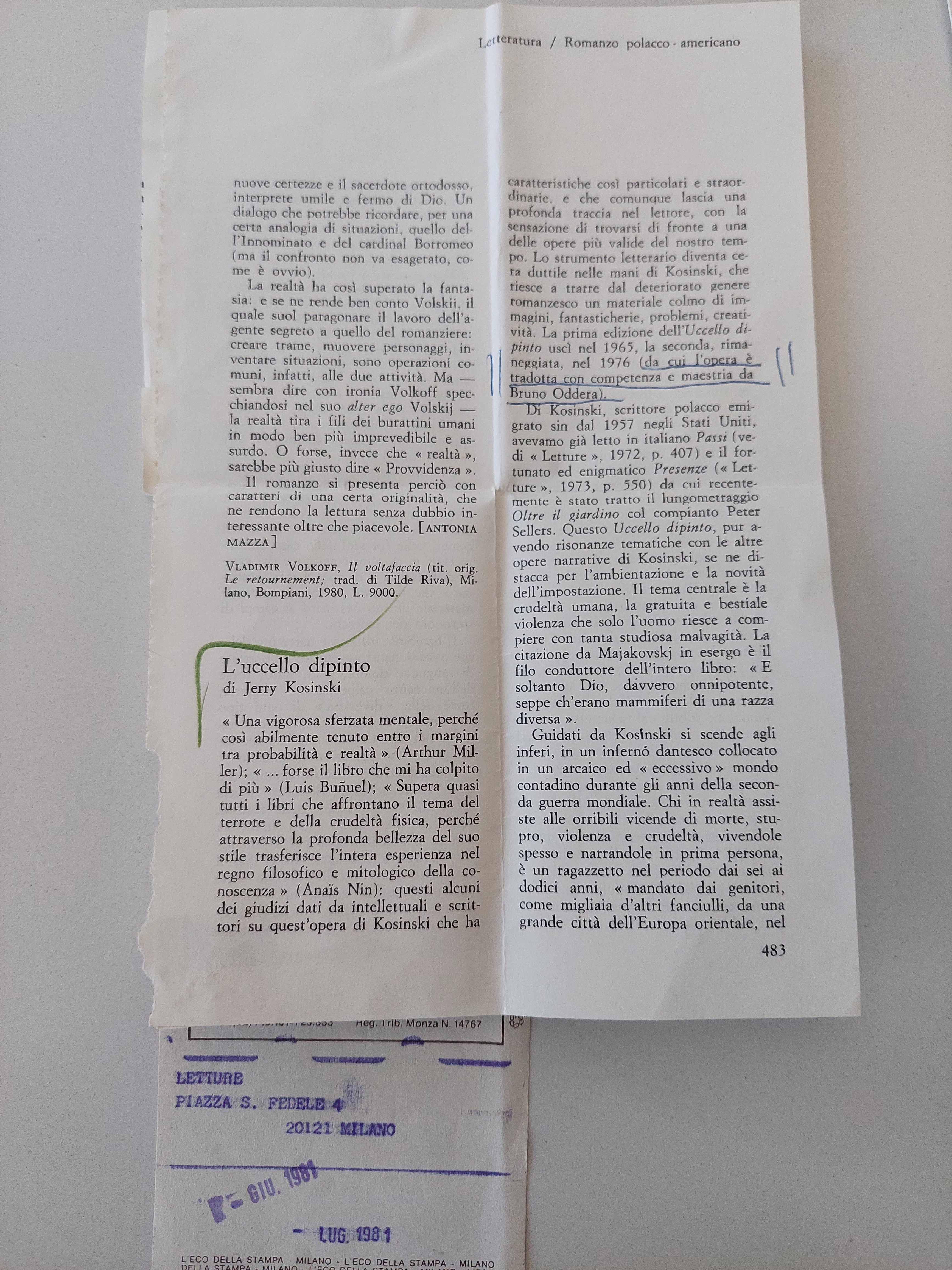
Recensione de "L'Uccello Dipinto" di Jerry Kosinski tratta da "Letture" del giugno 1981.

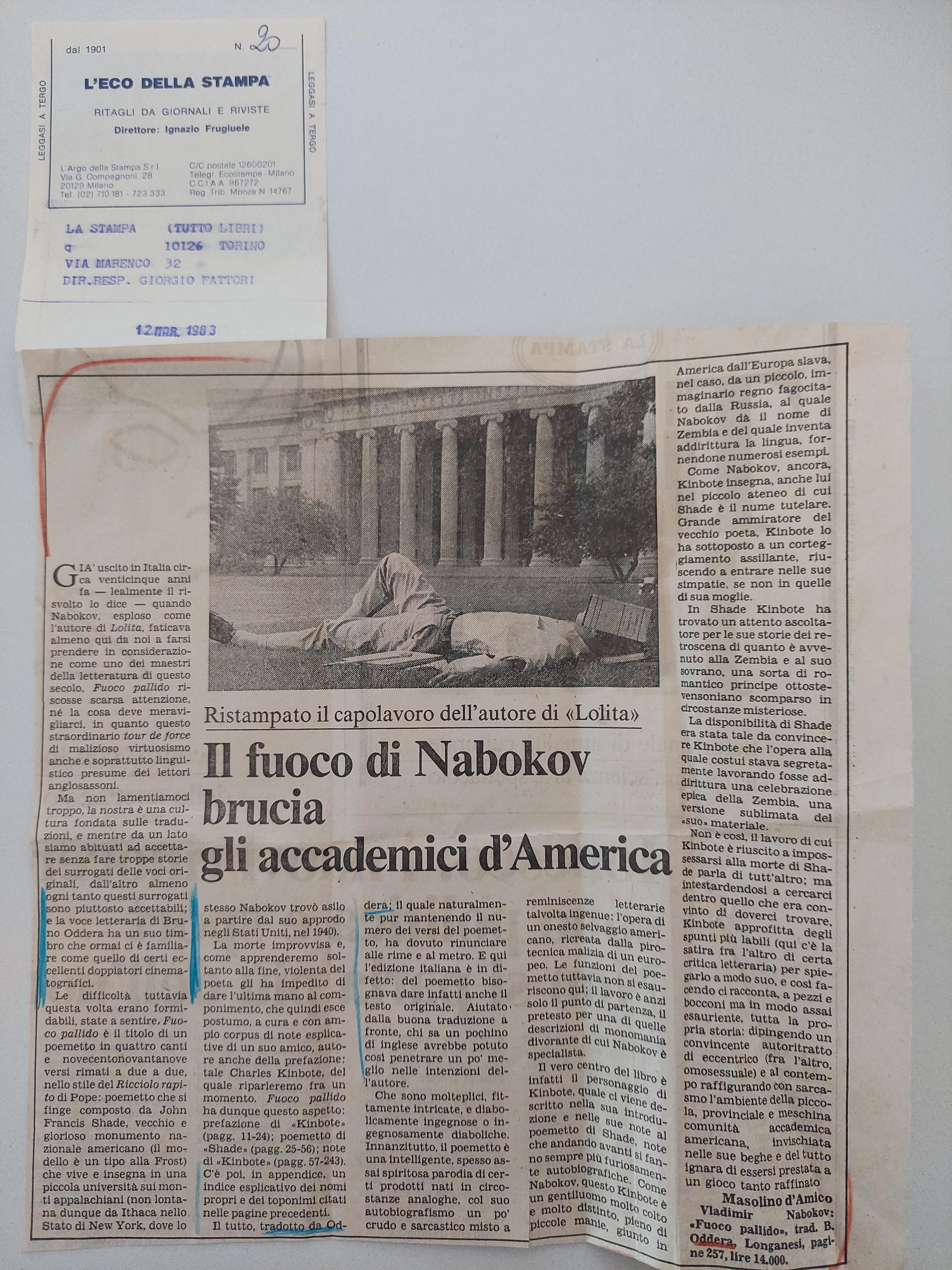
Recensione di "Fuoco Pallido" pubblicata su Tuttolibri nel 1983.

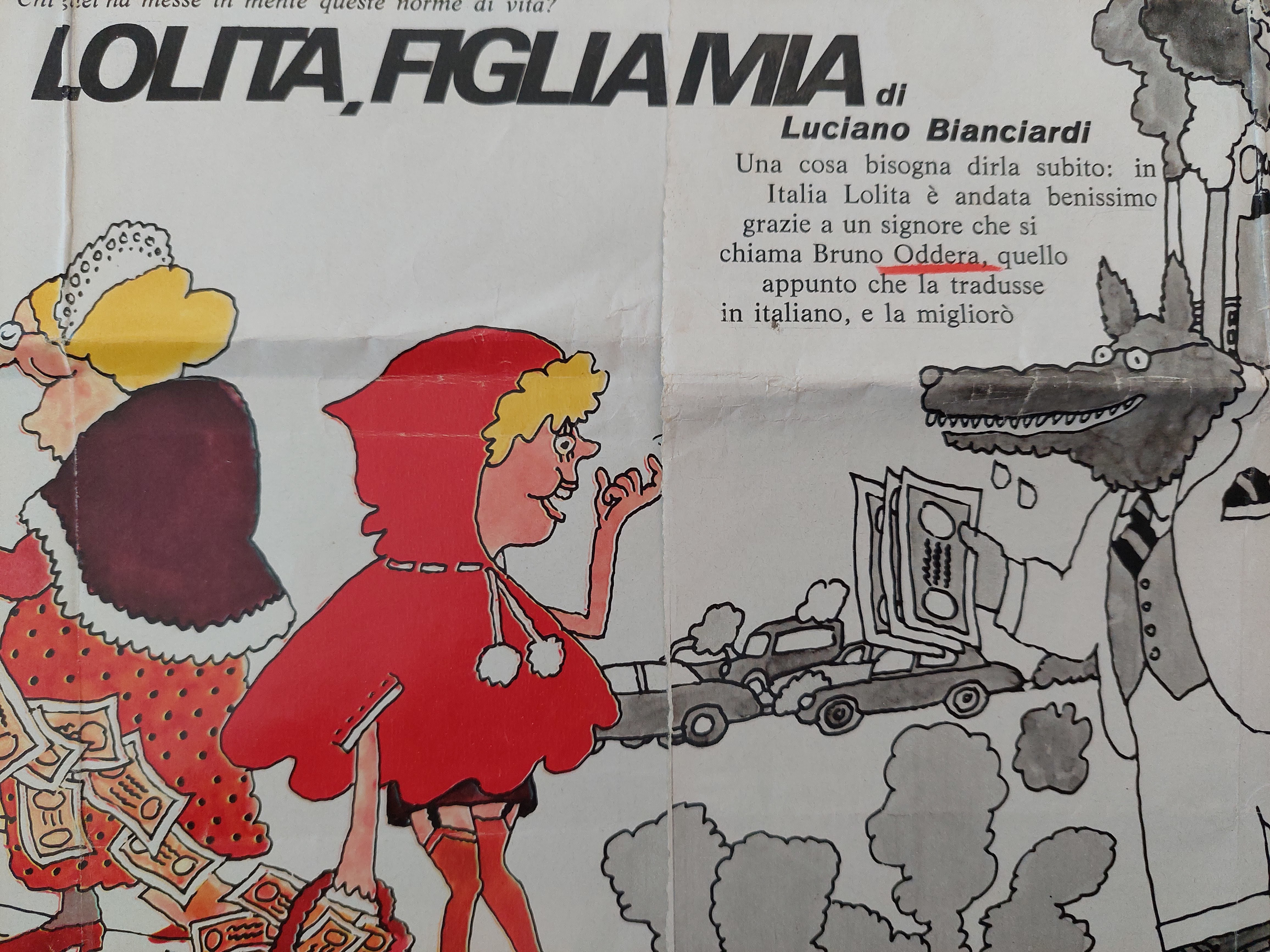
Copertina di un articolo di Luciano Bianciardi su "Lolita"

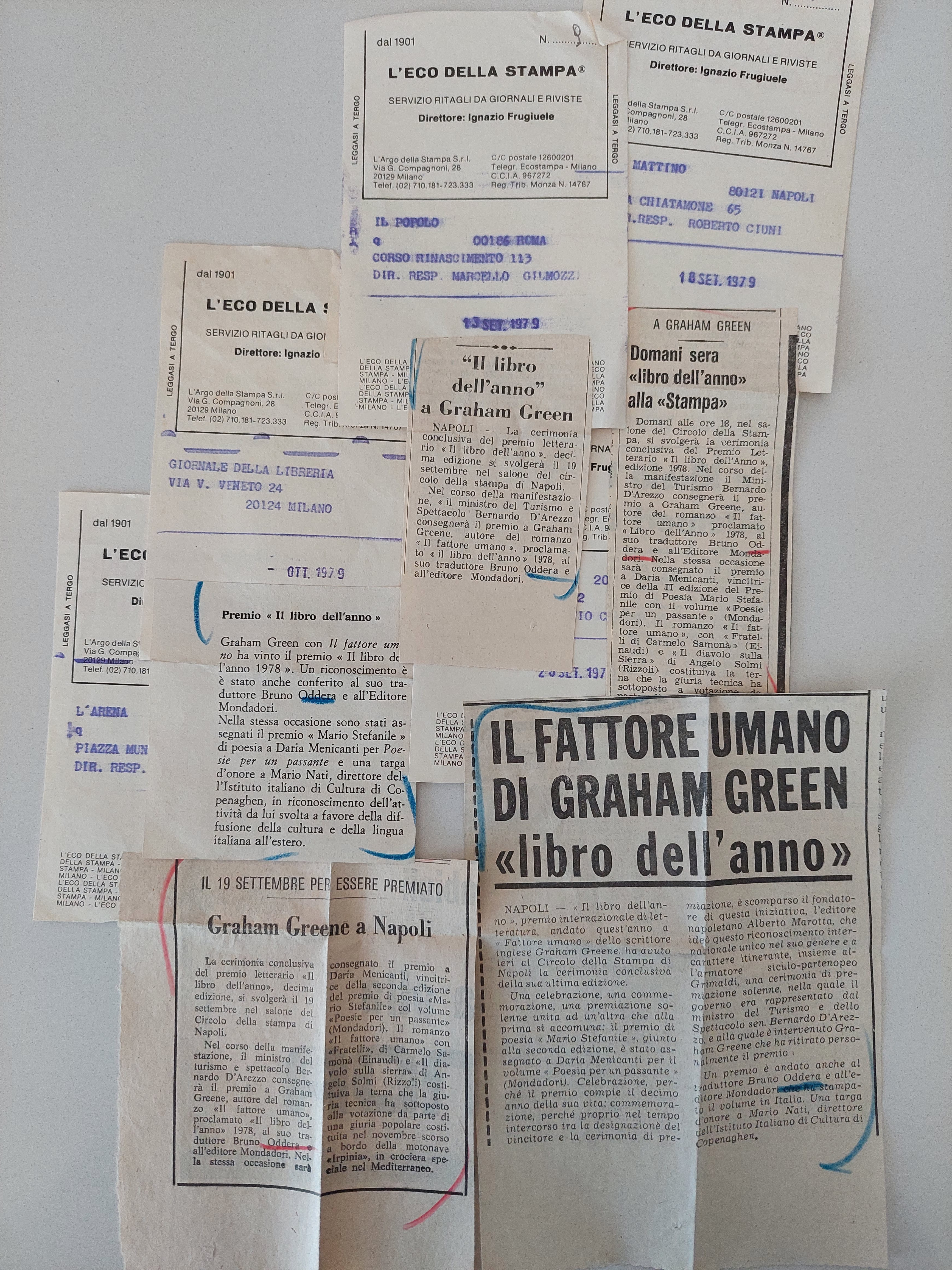
Collage di articoli dedicati a "Il Fattore Umano", eletto Libro dell'Anno nel 1979.

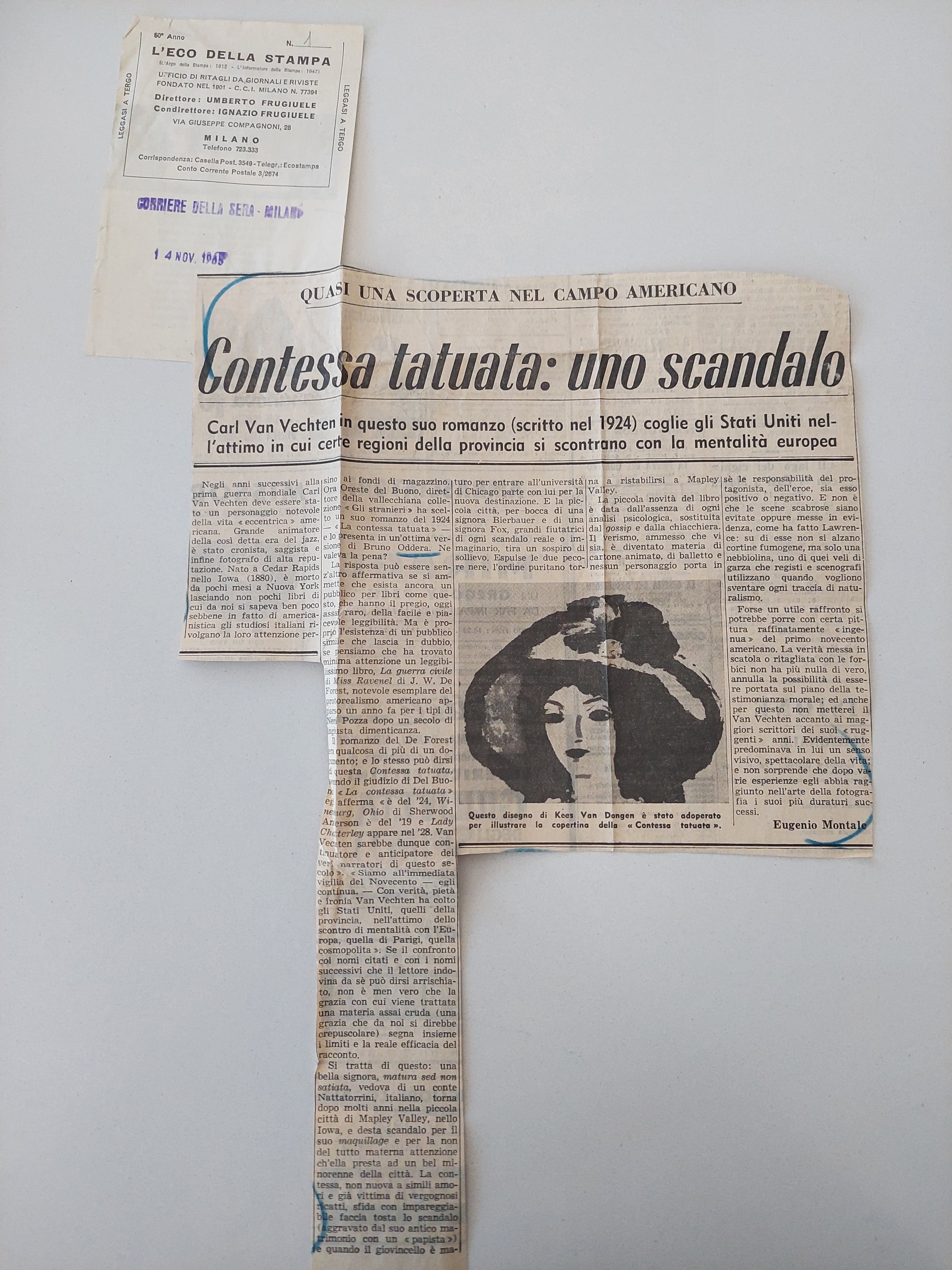
Recensione di "La Contessa Tatuata" di Carl Van Vechten sul Corriere della Sera del 14 novembre 1965

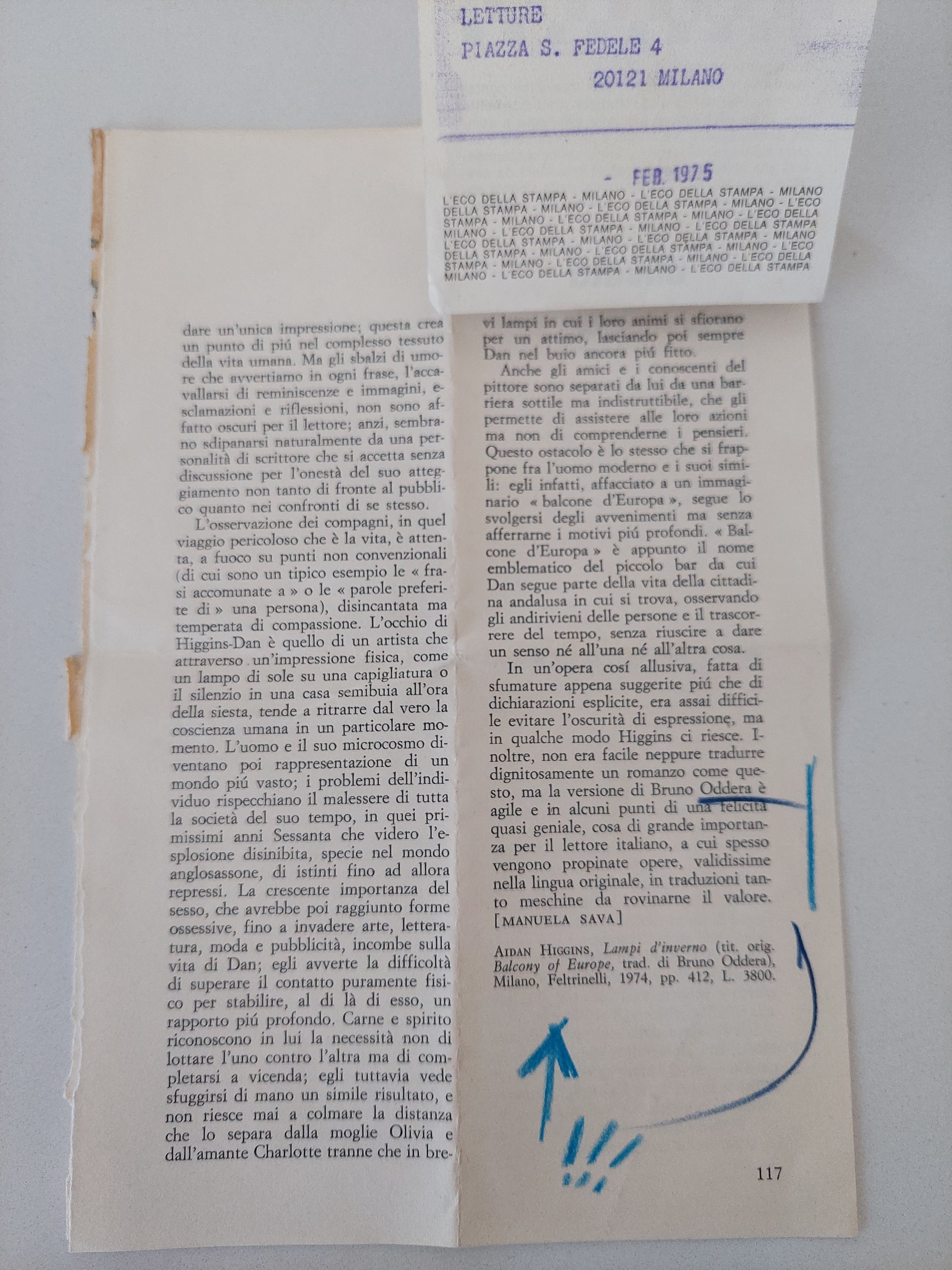
Recensione di "Lampi d'inverno" di Aidan Higgins su "Letture" del febbraio 1975.

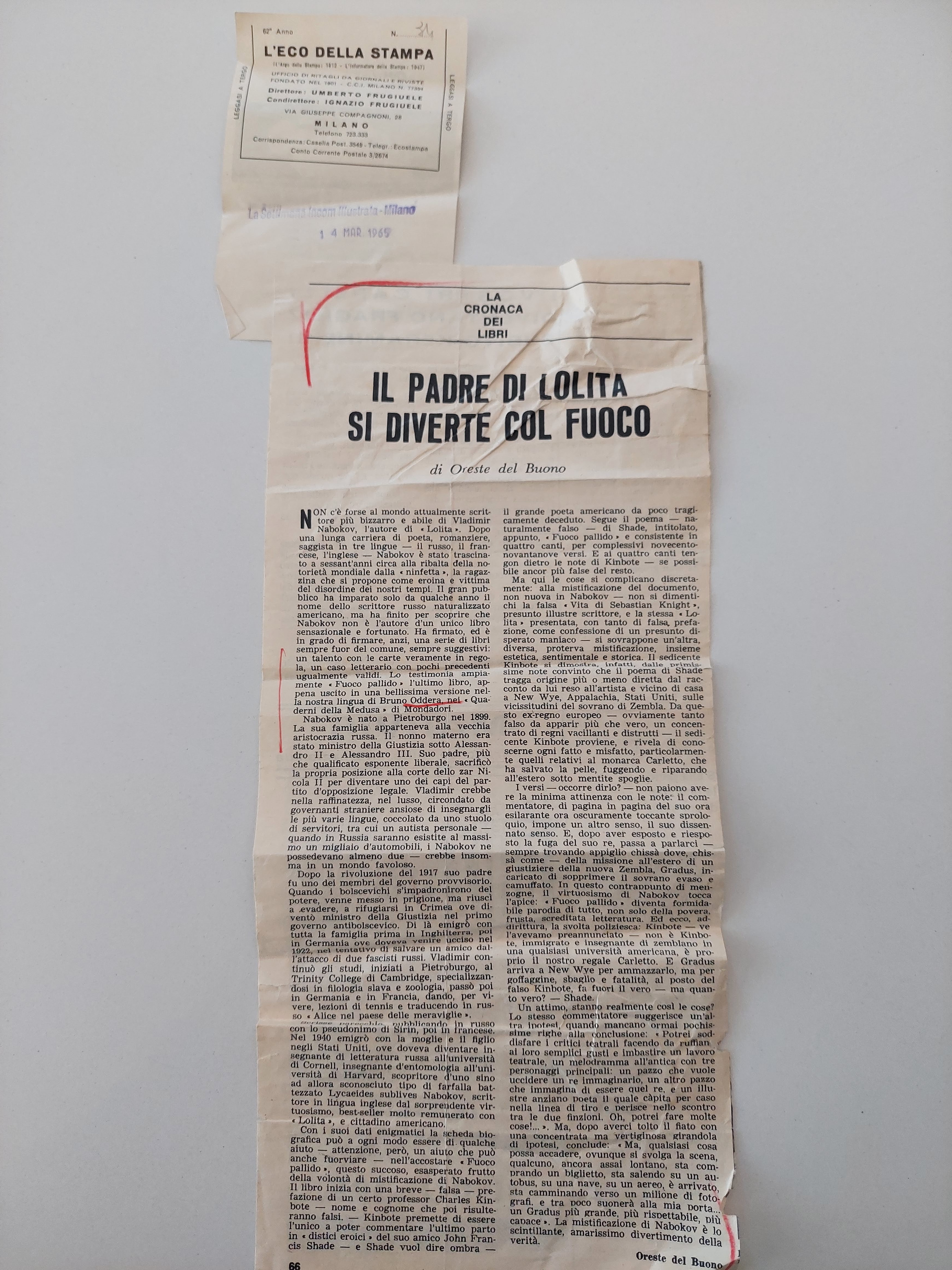
Recensione di "Fuoco Pallido" scritta da Oreste del Buono per "La Settimana Incom Illustrata" nel marzo 1965

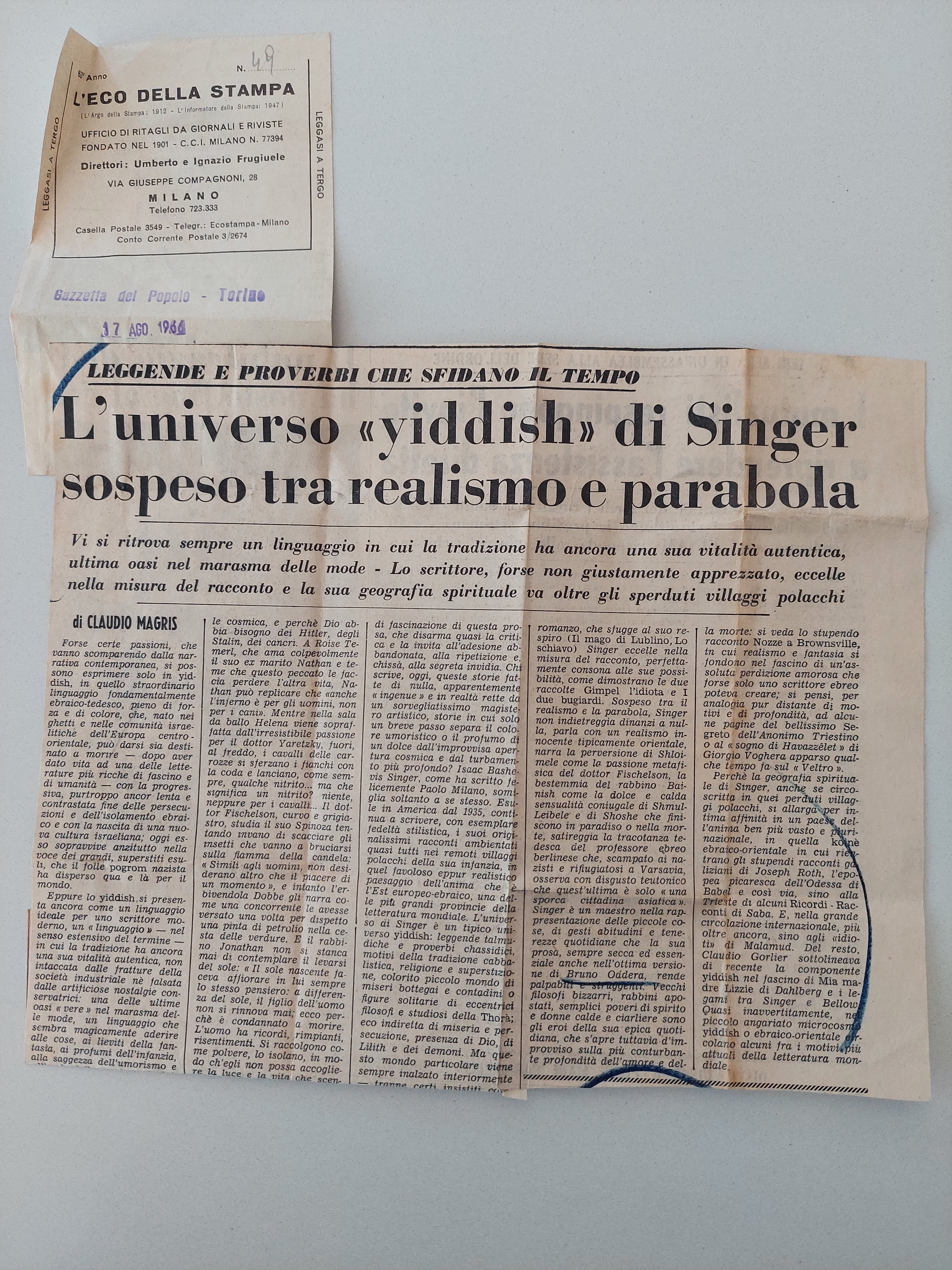
Articolo di Claudio Magris su "La Gazzetta del Popolo" del 17 agosto 1966.